# ユニ・チャーム・インドネシア
P.T.ユニ・チャーム・インドネシア Tbk. （インドネシア語: PT. Uni-Charm Indonesia Tbk. は、日本のユニ・チャームがインドネシアに設立した現地法人。衛生製品の製造、販売を行っている。本社はジャカルタに存在したが、工場のある西ジャワ州カラワンへ移転。

## 概要
1997年創業。生理用品と紙おむつの製造販売を開始。特に、紙おむつのマミー・ポコは、現地需要の高まりとあわせ、ニーズに合わせた1個パックなどの少量包装商品の投入などによりシェアを拡大。わずか10年余りで、紙おむつは全国シェアの約50%、生理用品も40%を占め、同分野ではインドネシア国内のトップ企業に成長した。
2010年には、西ジャワ州カラワンに新工場を設置して供給能力を高めるとともに本社機能も移転した。